# Rachel Pollack
Pour les articles homonymes, voir Pollack.
Rachel Grace Pollack, née le 17 août 1945 à New York et morte le 7 avril 2023 dans la même ville, est une auteure de science-fiction américaine, de bandes dessinées et experte en tarot divinatoire.
Elle est impliquée dans le mouvement de spiritualité des femmes[réf. nécessaire].

## Biographie

### Carrière

#### Tarot
Rachel Pollack a écrit Salvador Dali's Tarot, une exposition sous forme de livre du jeu de tarot de Salvador Dalí, comprenant une planche de couleur pleine page pour chaque carte, avec un associé commentaire sur la page opposée. Son travail 78 Degrees of Wisdom sur la lecture du tarot est couramment référencé par les lecteurs de tarot. Elle a créé son propre jeu de tarot, le Shining Woman Tarot (renommé plus tard Shining Tribe Tarot). Elle a également aidé à la création du jeu de Tarot Vertigo avec l'illustrateur Dave McKean et l'auteur Neil Gaiman, et a écrit un livre pour l'accompagner.

#### Comics
Rachel Pollack est connue pour sa série de numéros 64 à 87 (1993–1995) sur la bande dessinée Doom Patrol, publiés chez Vertigo de DC Comics. Il s'agit de la suite de la série de comics des années 1960 qui était récemment devenue connue sous la plume de Grant Morrison. Elle a repris la série en 1993 après avoir rencontré l'éditeur Tom Peyer lors d'une fête, lui disant que c'était le seul comics mensuel qu'elle voudrait écrire et lui envoyant un exemple de scénario. Vers la fin du travail de Grant Morrison sur ces comics, Rachel Pollack a commencé à écrire des « lettres à l'éditeur » mensuelles demandant de reprendre Doom Patrol lorsque Grant Morrison aurait terminé. Dans la dernière lettre, elle affirme qu'elle avait déjà dit à sa mère qu'elle avait obtenu le poste. Tom Peyer a ensuite utilisé cette réponse à cette lettre pour annoncer officiellement que Rachel Pollack reprendrait bien les comics. À la suite de l'impression de ces lettres dans la colonne des lettres des numéros de Doom Patrol, certaines personnes semblent croire que Rachel Pollack a vraiment obtenu ce poste grâce à ces lettres.
Dans ses numéros de Doom Patrol, Rachel Pollack a traité de sujets de bande dessinée aussi rarement abordés que la menstruation, l'identité sexuelle et la transidentité. Son travail sur Doom Patrol s'est terminée deux ans plus tard, avec l'annulation du livre.
En plus de Doom Patrol, Rachel Pollack a écrit des numéros de l'anthologie Vertigo Visions mettant en vedette Brother Power the Geek (en) (1993) et Tomahawk (1998), les 11 premiers numéros du quatrième volume de New Gods (1995) et les cinq numéros limités de la série Time Breakers (1996) pour l'éphémère marque Helix.
L'auteur Neil Gaiman a parfois consulté Rachel Pollack sur le tarot pour ses histoires.
En 2019, il a été annoncé que Rachel Pollack allait travailler avec l'artiste de Doom Patrol Richard Case et le lettreur John Workman pour créer une nouvelle intitulée Snake Song pour l'anthologie d'horreur sur le thème de la musique financée par le Kickstarter Dead Beats,.

#### Fiction
Trois des romans de Rachel Pollack ont remporté ou ont été nommés pour des prix  dans le domaine de la science-fiction et de la fantasy : Unquenchable Fire a remporté le prix Arthur-C.-Clarke 1989 ; Godmother Night a remporté le prix World Fantasy du meilleur roman 1997, a été présélectionné pour le prix James Tiptree Jr. et a été nommée pour un Lambda Literary Award for Transgender Literature ; Temporary Agency a été nommée pour le prix Nebula 1995 et le prix Mythopoeic. Elle a aussi été présélectionnée pour le Tiptree.
Ses romans de réalisme magique explorent des mondes imprégnés d'éléments tirés d'un certain nombre de traditions, de croyances et de religions. Plusieurs de ses romans se déroulent dans une réalité alternative qui ressemble à l'Amérique moderne, mais une Amérique des êtres magiques, où la magie, le rituel, la religion et la thaumaturgie sont les normes.

#### Non-fiction
Son livre The Body of the Goddess est une exploration de l'histoire de la déesse. Rachel Pollack utilise l'image de la Déesse dans plusieurs de ses œuvres.
Dans les années 1990, elle contribue également régulièrement à TransSisters: The Journal of Transsexual Feminism.

#### Enseignement
Pendant 32 ans, Rachel Pollack a donné des séminaires avec l'auteur de tarot Mary K. Greer à l'Institut Omega, à Rhinebeck, New York. Elle a également organisé des séminaires en Californie en collaboration avec Greer durant plusieurs années, et elle a co-présenté un séminaire avec l'auteur du tarot Johanna Gargiulo-Sherman sur le tarot et les capacités psychiques, en utilisant son propre tarot, le Shining Tribe Tarot et le tarot de la rose sacrée de Gargulio-Sherman. Rachel Pollack est également une conférencière populaire lors de séminaires et de symposiums sur le tarot tels que LATS (Los Angeles Tarot Symposium), BATS (Bay Area Tarot Symposium) et le Readers Studio. Elle enseigne l'écriture créative au Goddard College. Son travail est inclus dans l'anthologie intitulée Interfictions: An Anthology of Interstitial Writing éditée par Theodora Goss. Elle a enseigné l'anglais à l'université d'État de New York.

### Mort
Le 12 mars 2023, Neil Gaiman annonce sur les réseaux sociaux que Rachel Pollack est en fin de vie. Elle meurt le 7 avril 2023.

## Influence
Rachel Pollack est juive et a fréquemment écrit sur la Kabbale, notamment dans The Kabbalah Tree.
Elle est une femme transgenre et a souvent écrit sur le thème de la transidentité,. Dans Doom Patrol, elle crée le personnage de Coagula, un personnage transgenre. Elle écrit également plusieurs essais sur la transidentité, attaquant l'idée qu'il s'agit d'une maladie, disant que c'est une passion. Elle met l'accent sur les aspects révélateurs du transidentité, affirmant que « la femme-transe [sic] sacrifie son identité sociale en tant que mâle, son histoire personnelle, et finalement la forme même de son corps à un savoir, un désir, qui l'emporte sur toute compréhension et preuve rationnelle »
A Secret Woman met en scène une détective de police transgenre et juive. La détective prononce la prière : « Béni sois-tu ô Dieu qui n'a pas fait de moi une femme. Doublement béni est le docteur Green qui l'a fait ». Rachel Pollack crée les personnages connus sous le nom de « gens du bandage » pour Doom Patrol . Ils sont des sexually remaindered spirits (en français : esprits sexuellement déchus) qui sont morts dans des accidents sexuels. Les initiales SRS viennent du terme médical sex reassignment surgery (soit chirurgie de réattribution sexuelle).
Rachel Pollack a écrit l'essai The Transsexual Book of The Dead pour l'anthologie Phallus Palace. Cet article concerne les hommes transgenres.
Les contes de fées tels que les frères Grimm ont influencé de nombreux écrits de Rachel Pollack. Son livre Tarot of Perfection est un livre de contes de fées basé sur le tarot.

## Diplômes, adhésions et récompenses

### Diplômes
- Diplôme spécialisé en anglais de l'Université de New York[23]
- Maîtrise en anglais de la Claremont Graduate University[23]
- Faculté, programme de maîtrise en création littéraire, Goddard College
- Certifiée Tarot Grand Master (CTGM) avec le Tarot Certification Board of America[13]
- Tarot Sage (TS) avec l'American Board For Tarot Certification[13]

### Adhésions
- Membre de l'Association Américaine du Tarot (ATA)[13]
- Membre de l'International Tarot Society (ITS)[13]
- Membre de la Tarot Guild of Australia[13]
- Membre de la Tarot Association of the British Isles[13].

### Récompenses
- 1989 : prix Arthur-C.-Clarke pour Unquenchable Fire[13]
- 1997 : prix World Fantasy du meilleur roman pour Godmother Night[24]

## Œuvres

### Non-fiction
Sauf mention contraire, cette liste provient d'informations du site biblio.com.
- Hilary Anderson, New Thoughts on Tarot, North Hollywood, Newcastle Pub. Co, 1989 (ISBN 0-87877-139-5)
- James Hillman, Marriages: Spring 60, a Journal of Archetype and Culture, City, Continuum International Publishing Group, 1997 (ISBN 1-882670-09-4)
- Jay Livernois, Archetypal Sex: Spring : a Journal of Archetype and Culture, Irving, Spring Publications, 1996 (ISBN 1-882670-05-1)
- Dave Mckean, Bento, Pacific Grove, Allen Spiegel Fine Arts, 2001 (ISBN 0-9642069-4-3)
- Salvador Dali's Tarot, Salem, New Hampshire, Salem House, 1985 (ISBN 0-88162-076-9)
- Tarot, Wellingborough, Aquarian Press, 1986 (ISBN 0-85030-465-2)
- Teach Yourself Fortune Telling, New York, Henry Holt & Company, 1986 (ISBN 0-8050-0125-5)
- The Haindl Tarot, City, Newcastle Publishing Company, 1990 (ISBN 0-87877-156-5)
- The Haindl Tarot: the Major Arcana, City, Newcastle Publishing Company, 1990 (ISBN 0-87877-155-7)
- The New Tarot, City, Overlook Hardcover, 1990 (ISBN 0-87951-395-0)
- Tarot Readings and Meditations, London, Thorsons Pub, 1991 (ISBN 1-85538-049-8)
- The Journey out, New York, Viking, 1995 (ISBN 0-14-037254-7)
- The Body of the Goddess, Tisbury, Element Books, 1997 (ISBN 1-85230-871-0)
- Seventy-Eight Degrees of Wisdom, New York, Thorsons Publishers, 1998 (ISBN 0-7225-3572-4)
- The Power of Ritual, New York, Dell, 2000 (ISBN 0-440-50872-X)
- The Shining Tribe Tarot, Saint Paul, Llewellyn Publications, 2001 (ISBN 1-56718-514-2)
- The Shining Tribe Tarot, Revised and Expanded, Saint Paul, Llewellyn Publications, 2001 (ISBN 1-56718-532-0)
- Complete Illustrated Guide to Tarot, City, Element Books Ltd, 2002 (ISBN 0-00-713115-1)
- The Forest Of Souls: A Walk Through The Tarot, Saint Paul, Minnesota, Llewellyn Publications, 2002 (ISBN 1567185339)
- The Kabbalah Tree, Saint Paul, Llewellyn Publications, 2004 (ISBN 0-7387-0507-1)
- Seeker, Saint Paul, Llewellyn Publications, 2005 (ISBN 0-7387-0521-7)
- Trina Robbins, Eternally Bad, City, Book Sales, 2002 (ISBN 0-7858-1565-1)

### Romans
Sauf mention contraire, cette liste provient d'informations du site The Shining Tribe.
- (en) Golden Vanity, 1980
- (en) Temporary Agency, St Martins Pr, 1994 (ISBN 0-312-11077-4)
- (en) Alqua Dreams, F. Watts, 1987 (ISBN 0-531-15070-4)
- (en) Unquenchable Fire, 1988Prix Arthur-C.-Clarke 1989
- (en) Godmother Night, St. Martin's Press, 1996 (ISBN 0-312-14606-X)prix World Fantasy du meilleur roman 1997
- (en) A Secret Woman, St. Martin's Minotaur, 2002 (ISBN 0-312-24659-5)
- (en) The Fissure King: A Novel in Five Stories, Underland Press, 2017

### Recueils de nouvelles
Sauf mention contraire, cette liste provient d'informations de la base de données Internet Speculative Fiction Database.
- (en) Burning Sky, Cambrian Publications, 1998  (ISBN 1-878914-04-9)
- (en) The Tarot of Perfection: A Book of Tarot Tales, Magic Realist Press, 2008  (ISBN 978-1-905572-09-0)
- (en) The Beatrix Gates: plus The woman who didn't come back, plus Trans central station, and much more, PM Press, 2019  (ISBN 978-1-62963-578-1)

### Anthologie
Sauf mention contraire, cette liste provient d'informations de la base de données Internet Speculative Fiction Database.
- (en) Tarot Tales, Ace Books, 1996  (ISBN 0-441-00352-4)Écrit avec Caitlin Matthews.

### Nouvelles
Sauf mention contraire, cette liste provient d'informations de la base de données Internet Speculative Fiction Database.
- (en) Pandora's Bust, 1971
- (en) Tubs of Slaw, 1973
- (en) Black Rose and White Rose, 1975
- (en) Is Your Child Using Drugs? Seven Ways to Recognize a Drug Addict, 1976
- (en) Angel Baby, 1982
- (en) The Malignant One, 1984
- (en) The Girl Who Went to the Rich Neighbourhood, 1984
- (en) Tree House, 1984
- (en) Lands of Stone, 1984
- (en) The Protector, 1986
- (en) The Bead Woman, 1989
- (en) Knower of Birds, 1989
- (en) Burning Sky, 1989
- (en) The Woman Who Didn't Come Back, 1990
- (en) General All-Purpose Fairy Tale, 1990
- (en) Making Good Time, 1997Écrit avec James Patrick Kelly, Pat Cadigan et Nancy Kress.
- (en) The Fool, the Stick, and the Princess, 1998
- (en) The Younger Brother, 2001
- (en) Delusions of Universal Grandeur, 2003
- (en) Reminiscences, 2003
- (en) Forever, 2010

### Poésie
- (en) The wild Cows, 1993

### Essais
- Introduction: A Machine for Constructing Stories (1989)
- Read This (The New York Review of Science Fiction, octobre 1991) (1991)
- Read This (The New York Review of Science Fiction, juillet 1995) (1995)
- Read This (The New York Review of Science Fiction, août 1996) (1996)
- Death and Its Afterlives In the Tarot, par Rachel Pollack, chez Parabola

### Critiques d'œuvres
- The Book of Embraces (1991) d'Eduardo Galeano
- Outside the Dog Museum (1992) de Jonathan Carroll
- Coelestis [vt Celestis] (1996) de Paul Park

### Comics
- Doom Patrol 64–87 (1993-1995), par Rachel Pollack, chez Vertigo
- New Gods v4, 1–11 (1995-1996), par Rachel Pollack, Tom Peyer, Luke Ross et Brian Garvey, chez DC Comics
- Time Breakers 1–5 (1995), par Rachel Pollack, Chris Weston, chez Helix
- Vertigo Visions: Tomahawk 1 (1998), par Rachel Pollack, Thomas Yeates, chez Vertigo